# Calauag (Palawan)
Calauag, oficialmente Calawag
es un barrio rural  del municipio filipino de primera categoría de Taytay perteneciente a la provincia  de Paragua en Mimaro,  Región IV-B.
En 2007 Calawag contaba con 4.297 residentes.

## Geografía
El municipio de Taytay se encuentra situado en la isla de Paragua, al norte de la misma.
Su término limita al norte con el municipio de El Nido, barrios de Bebeladán, Bagong-Bayán y Otón, oficialmente Mabini; al  suroeste con el municipio de San Vicente, al sur con el de Roxas; y al sureste con el de Dumaran. En la parte insular se encuentra la bahía de Malampaya y varias isla adyacentes se encuentran tanto en la costa este, mar de Joló como en la  oeste, Mar del Oeste de Filipinas.
Este barrio de Calauag forma parte continental por encontrarse en Isla Paragua, concretamente en el sur  de  la costa este de esta parte del municipio.
Linda al norte  con el barrio de Bantulán; 
al sureste con el municipio vecino de Dumarán, barrio de Magsaysay; 
al este con  la bahía de Calauag, donde se encuentra  la isla de  Paly, correspondiente al barrio de Paly, situado frente a la península donde se encuentra el barrio de  Baras (Pangpang).
y al oeste con los  barrios de  Bato,  de Paglaum y de Talog.
Forman parte de este barrio las islas de Pina, de Tomandang, de  Babarocón y de Babarocón. Todas situadas en la bahía de Calauag donde desembocan los río Balinato y Calabucay.

### Demografía
El barrio  de Calauag contaba  en mayo de 2010 con una población de 4.632  habitantes.

## Historia
Taytay formaba parte de la provincia española de  Calamianes, una de las 35 del archipiélago Filipino, en la parte llamada de Visayas. Pertenecía a la audiencia territorial  y Capitanía General de Filipinas, y en lo espiritual a la diócesis de Cebú.